# Max Hagemann
Max Hagemann (* 28. Juni 1883 in Hannover; † 12. Januar 1968 in Bichl in Oberbayern) war der erste Präsident des Bundeskriminalamtes.

## Preußischer Staatsdienst
Hagemann besuchte ein humanistisches Gymnasium, das er im Jahre 1902 mit dem Abitur abschloss. Im Anschluss studierte er Rechts- und Staatswissenschaften in Lausanne, München und Göttingen. Nach seiner Promotion zum Dr. jur. und dem Assessorexamen im Jahre 1910 wurde er zur Staatsanwaltschaft in Verden an der Aller zugewiesen und wechselte 1915 als Staatsanwalt nach Berlin. Nach mehreren Jahren bei der Justiz Berlin wechselte er im Februar 1920 in die Staatsverwaltung, wo er Vertreter des Leiters der Kriminalpolizei wurde. Gleichzeitig wurde er zum Regierungsrat ernannt.
1925 wurde er als stellvertretender Polizeipräsident in Essen, verbunden mit der Beförderung zum Oberregierungsrat. Bereits 1926 folgte der Wechsel zurück nach Berlin, wo er das neu errichtete Polizei-Institut Charlottenburg leitete. Im März 1927 wurde er Leiter der Kriminalpolizei in Berlin. Anfang 1929 wurde Hagemann in das preußische Innenministerium abgeordnet, wo er am Aufbau der preußischen Landeskriminalpolizei beteiligt war.
Auf eigenen Wunsch wechselte Hagemann im November 1930 zum preußischen Oberverwaltungsgericht. Neben seiner Tätigkeit als Verwaltungsjurist und Richter hatte Hagemann einen Lehrauftrag von der Universität Berlin („Kriminalistik und strafrechtliche Hilfswissenschaften“) erhalten. Er übte diesen bis Februar 1945 aus.

## Zeit des Nationalsozialismus
Als leitender Redakteur der Zeitschrift Kriminalistik propagierte Hagemann im Dritten Reich einen „mitleidlos und bis zur Vernichtung geführten Kampf“ gegen vermeintlich erbbedingte Kriminelle. In einer Rezension äußerte er sich lobend zu Hans Globkes Kommentar der Nürnberger Rassegesetze.
Am 22. September 1941 wurde Hagemann, der kein Mitglied der NSDAP oder einer Nebenorganisation war, zusammen mit dem gesamten Senat des Oberverwaltungsgerichtes, in den einstweiligen Ruhestand versetzt. Bereits im März 1942 wurde er wieder in das Reichsministerium der Justiz berufen, um als Referent im „Reichskommissariat für die Behandlung feindlichen Vermögens“ eingesetzt zu werden. Das Reichskommissariat wechselte erst nach Bad Schandau und später nach Berneck, wo Hagemann nach der Besetzung durch britische Truppen in Kriegsgefangenschaft geriet. Die Akten des Reichskommissariats wurden nach Stadthagen gebracht, Hagemann – zusammen mit dem übrigen Personal – in ein Lager der US-Militärs überstellt. Die Unterlagen der Behörde wurden für die Klärung von Eigentumsverhältnissen benötigt, weshalb es später die Bezeichnung „Zentralamt für Vermögensverwaltung“ erhielt.

## Nach dem Krieg
Nach seiner Entlassung aus amerikanischer Kriegsgefangenschaft arbeitete Hagemann wieder beim Zentralamt für Vermögensverwaltung. Nachdem die Regierung Adenauer beschlossen hatte, ein Bundeskriminalpolizeiamt zu gründen, bewarb Hagemann sich um eine Verwendung an leitender Stelle. Da das BKA zu dieser Zeit mangels eines entsprechenden Gesetzes noch nicht gegründet werden konnte, wechselte Hagemann im November 1949 in das Bundesinnenministerium, wo er als Unterabteilungsleiter mit der Errichtung des BKAs betraut wurde. Er war Wegbereiter für das Gesetz über das Bundeskriminalamt und die Zusammenarbeit des Bundes und der Länder in kriminalpolizeilichen Angelegenheiten und die Überleitung des Kriminalpolizeiamtes für die Britische Zone (KPABrZ) in das neue BKA.
Mit Übernahme des KPABrZ in die bundesdeutsche Verwaltung am 31. Oktober 1951 wurde Hagemann dessen erster Leiter, verblieb jedoch weiter im Innenministerium.

## Tätigkeit beim BKA
Hagemann hatte bereits im Juni 1948 die Altersgrenze für Beamte erreicht und hätte in Pension gehen müssen, da er das 65. Lebensjahr vollendet hatte. Zum April 1951 wechselte Hagemann zum zukünftigen Bundeskriminalamt. Er blieb bis zum November 1951 Beamter, danach wurde er als Angestellter weiter beschäftigt, bis er am 31. März 1952 in den Ruhestand trat. Bei seiner Verabschiedung wurde er im Namen des Bundespräsidenten durch Ministerialdirigent Hans Egidi mit dem Großen Verdienstkreuz für seine Verdienste beim Aufbau des BKA ausgezeichnet.

## Privates
Er war verheiratet, die Ehe blieb jedoch kinderlos.